# Памятник Николаю Гоголю (Киев)
Памятник Николаю Гоголю — памятник русскому писателю Гоголю Николаю Васильевичу (1809—1852) в Киеве. Установлен в 1982 г. на Русановской набережной близ левого берега Днепра. Авторы — скульптор Александр Скобликов, архитекторы К. А. Сидоров, И. Н. Иванов.
Монумент включён в Государственный реестр недвижимых памятников Украины по категории местного значения как памятник монументального искусства решением Исполнительного комитета Киевского городского совета народных депутатов от 30.07.1984 №693.

## История
Впервые о создании в Киеве памятника русскому писателю Николаю Гоголю (1809—1852) начали говорить в начале 1907 г.. Именно тогда Городская дума на одном из своих заседаний подняла вопрос о возведении памятника Т. Г. Шевченко в связи с круглыми датами его смерти и рождения. Профессор медицины Императорского университета св. Владимира Василий Чернов (и член Клуба русских националистов) заявил в своём выступлении, что речь должна идти об установке памятнике Гоголю. Однако Городская дума приняла решение выделить средства на памятник Шевченко в размере 500 рублей собственных денег.
20 марта 1909 года (100-летний юбилей со дня рождения Гоголя) состоялось заседание Городской думы, которая решила поддержать инициативу Клуба русских националистов по установке памятника Гоголю. Комитет по сбору средств и сооружения памятника возглавил городской голова, а его заместителем стал председатель Клуба русских националистов. Киевское городское кредитное общество перечислило в адрес комитета 500 рублей. Начали поступать предложения касательно места установки памятника Н. В. Гоголю. Самым удобным местом называли скверы между улицами Гоголевской и Столыпинской (ныне Олеся Гончара) и возле Городского театра (ныне Национальная опера Украины им. Тараса Шевченко) . Однако начало Первой мировой войны помешало реализации проекта. В октябре 1914 г. сбор пожертвований на памятник был прекращён.
Лишь в 1982 г. был сооружён памятник Н. В. Гоголю на Русановском бульваре.

## Описание
Авторы монумента — скульптор Александр Скобликов, архитекторы К. А. Сидоров, И. Н. Иванов. Композиция памятника бронзовая скульптура писателя (2,95 м) на полированном гранитном постаменте (5,55 м). Ансамбль дополнен декоративными светильниками.